# Wilde Dieren de Tent Uit

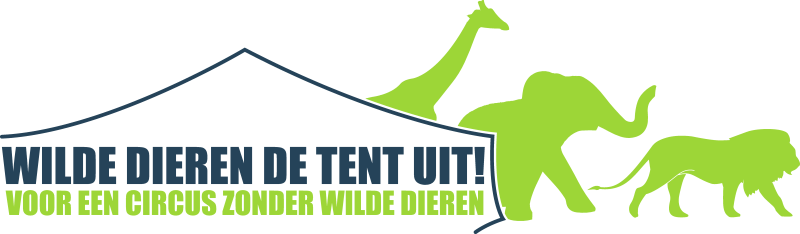

Wilde Dieren de Tent Uit was een Nederlandse dierenrechtenorganisatie, die tot doel had om het gebruik en houden van wilde dieren in circussen in Nederland te verbieden. 
De organisatie was een samenwerkingsverband van nationale en internationale dierenwelzijnsorganisaties. De motivatie van de organisatie was dat wilde dieren niet in een circus thuis zouden horen vanwege het dierenleed dat daarmee gepaard gaat. Naar mening van Wilde Dieren de Tent Uit geeft een circus met wilde dieren een verkeerd voorbeeld over de omgang met en de waarde van dieren.
De vereniging werd opgericht rond 2005. Naar aanleiding van het in september 2015 ingestelde verbod op wilde dieren in circussen hief de vereniging zich op. Ze zette zich nog in voor de herplaatsing van afgedankte circusdieren.

## Aangesloten organisaties
Bij Wilde Dieren de Tent Uit waren de volgende dierenwelzijnsorganisaties aangesloten:
- Stichting AAP
- WSPA
- Stichting Vier Voeters
- Stichting Menodi
- IFAW
- Lokale dierenbeschermingsafdelingen